# Esaias Boursse
Esaias Boursse, nizozemski slikar, * 3. marec 1631, Amsterdam, † 16. november 1672.
Kot član odprave Verenigde Oostindische Compagnie je bil v letih 1661−1663 v Cejlonu, kjer je ustvaril številne slike.